# Собор Уманських святих (свято)
Собору Уманських святих - свято Української православної церкви (Московського патріархату), яке вшановує уманських святих у вівторок 1-ї седмиці після П’ятидесятниці.

## Історія свята
Святкування було встановлено на Синоді УПЦ МП 25 вересня 2018 року на прохання преосвященного митрополита Уманського і Звенигородського Пантелеімона.

## Список Собору Уманських святих
1) сщмч. Даміана Бучинський;
2) сщмч. Никиту Ганжа;
3) сщмч. Діомид Крижанівський;
4) сщмч. Никон Когутівський;
5) сщмч. Євстафій Дончевський;
6) сщмч. Автоном Ганкевич;
7) сщмч. Феодор Гусак;
8) сщмч. Георгій Іваницький;
9) сщмч. Феодосій Клепацький;
10) сщмч. Петро Маркевич;
11) сщмч. Георгій Скарженовський;
12) сщмч. Варнава Солоненко;
13) сщмч. Созонт Трегубчук;
14) сщмч. Антоній Ілляшевич;
15) сщмч. Василій Харченко;
16) сщмч. Михаїл Загайкевич;
17) сщмч. Карп Нечипоренко;
18) сщмч. Володимир Татаров;
19) сщмч. Іулій Дембовський;
20) сщмч. Савва Діхтяр;
21) сщмч. Леонтій Гримальський;
22) сщмч. Созонт Решетилов;
23) прмч. Іоанн (Семенюк);
24) прмч. Каліст (Левченко);
25) прмч. Мелетій (Зелений);
26) прмч. Петро (Поліщук);
27) прмч. Палладій (Хроненко);
28) прмч. Паїсій (Бондаренко);
29) мч. Феодот Сторожук;
30) мч. Юрій Новицький.